# 三河屋鉄五郎
三河屋 鉄五郎（みかわや てつごろう、生没年不詳）とは江戸時代の江戸の地本問屋。

## 来歴
三鉄と略称する。弘化から安政年間に江戸の元大工町平次郎店において地本問屋を営業している。なお、山城屋平助と同所同店であり、地本草紙問屋仮組（新組）の一軒であった。3代目歌川豊国、歌川景秀の錦絵を出版している。また、安政3年（1856年）に仮名垣魯文作、景斎英寿、歌川国芳、歌川芳綱ら作画の『安政見聞誌』を刊行したことが知られる。

## 作品
- 3代目歌川豊国 「木曽六十九駅 松井田」 大判 錦絵 合版のシリーズ 嘉永5年(1852年）
- 歌川景秀 「富士之裾野御狩図」 大判3枚続 錦絵 嘉永6年（1853年）
- 景斎英寿・歌川国芳・歌川芳綱画 『安政見聞誌』3巻 仮名書魯文作 安政3年（1856年）
- 3代目歌川豊国 「光氏磯辺遊の図」 大判3枚続 錦絵 安政4年（1857年）